# Éric Sirot
Éric Sirot, né le 28 décembre 1962 à Paris 14ème, est un joueur de pétanque français. 

## Biographie
Il est droitier et se positionne en pointeur.

## Clubs
- ?-? : Soisy-sur-Seine (Essonne)
- ?-? : AB Chilly-Mazarin (Essonne)
- ?-1998 : UP Montgeron (Essonne)
- 1999-2014 : Star Master's Pétanque Club de Barbizon (Seine-et-Marne)
- 2015- : Association Sportive et Culturelle de l'Assemblée Nationale Pétanque (ASCAN) section pétanque Paris 7ème

## Palmarès[1],[2],[3]

### Séniors

#### Championnats du Monde
Champion du Monde
Vainqueur
- Triplette 2001 (avec Henri Lacroix, Philippe Quintais et Philippe Suchaud) :  Équipe de France
- Triplette 2002 (avec Henri Lacroix, Philippe Quintais et Philippe Suchaud) :  Équipe de France
- Triplette 2003 (avec Henri Lacroix, Philippe Quintais et Philippe Suchaud) :  Équipe de France 2

Troisième
- Triplette 2004 (avec Henri Lacroix, Philippe Quintais et Philippe Suchaud) :  Équipe de France 2

#### Coupe d'Europe des Clubs[modifier | modifier le code]
Vainqueur
- 2005 (avec Nathalie Le Bourgeois,  Didier Choupay, Stéphane Le Bourgeois, Michel Loy, Charles Weibel et Alain Bideau (coach)) : Star Master's Pétanque Club de Barbizon

#### Championnats de France
Champion de France
- Triplette 1995 (avec Philippe Pouzier et Jean-Claude Rasle) : UP Montgeron

#### Coupe de France des clubs
Vainqueur
- 2007 (avec Nathalie Sirot, Frédérique Labat, Michel Loy, Stéphane Lebourgeois, Jean-Pierre Le Lons, Didier Choupay, Charles Weibel et Claude Vallois (coach)) : Star Master's Club Pétanque de Barbizon

Finaliste
- 2005 (avec Nathalie Le Bourgeois, Didier Choupay, Stéphane Le Bourgeois, Michel Loy, Charles Weibel et Alain Bideau (coach)) : Star Master's Pétanque Club de Barbizon

#### Masters de pétanque
Vainqueur
- 2000 (avec Didier Choupay et Michel Loy) : Équipe Choupay
- 2006 (avec Kévin Malbec, Michel Loy et Charles Weibel) : Équipe Loy

Finaliste
- 2002 (avec Didier Choupay, Michel Loy et Pascal Miléï) : Équipe Choupay
- 2003 (avec Didier Choupay, Michel Loy et Frédéric Foni) : Équipe Choupay

#### Millau

##### Mondial de Millau (1993-2002)
Finaliste
- Triplette 2000 (avec Didier Choupay et Michel Loy)

##### Mondial à pétanque de Millau (2003-2015)
Vainqueur
- Triplette 2004 (avec Bruno Le Boursicaud et Julien Lamour)

#### EuroPétanque de Nice
Vainqueur
- Triplette 2003 (avec Didier Choupay et Michel Loy)
- Triplette 2004 (avec Didier Choupay et Michel Loy)